# Серецень (Васлуй)
Серецень, Серецені (рум. Sărățeni) — село у повіті Васлуй в Румунії. Адміністративно підпорядковане місту Мурджень.
Село розташоване на відстані 243 км на північний схід від Бухареста, 52 км на південь від Васлуя, 110 км на південь від Ясс, 85 км на північ від Галаца.

## Населення
За даними перепису населення 2002 року у селі проживали 447 осіб, усі — румуни. Усі жителі села рідною мовою назвали румунську.